# خورشیدگرفتگی ۱ ژوئیه ۲۰۷۶
خورشیدگرفتگی ۱ ژوئیه ۲۰۷۶ (به انگلیسی: Solar eclipse of July 1, 2076) یک خورشیدگرفتگی از نوع خورشیدگرفتگی جزئی است. این خورشیدگرفتگی در تاریخ ۱ ژوئیه ۲۰۷۶ میلادی (‎۱۱ تیر ۱۴۵۵ خورشیدی) روی خواهد داد که زمان اوج آن، ساعت ۶:۵۰:۴۳ به‌وقت ساعت هماهنگ جهانی است.